# Демидово (Павлово-Посадский городской округ)
Демидово — деревня в Московской области России. Входит в Павлово-Посадский городской округ. Население — 112 чел. (2010).

## География
Деревня Демидово расположена в центральной части городского округа, примерно в 4 км к востоку от города Павловский Посад. Высота над уровнем моря 127 м. В 1 км к югу от деревни протекает река Клязьма. К деревне приписано СНТ Здоровье. Ближайший населённый пункт — деревня Красная Дубрава.

## История
В 1926 году деревня являлась центром Демидовского сельсовета Фёдоровской волости Орехово-Зуевского уезда Московской губернии.
С 1929 года — населённый пункт в составе Павлово-Посадского района Орехово-Зуевского округа Московской области, с 1930-го, в связи с упразднением округа, — в составе Павлово-Посадского района Московской области.
До муниципальной реформы 2006 года Демидово входило в состав Улитинского сельского округа Павлово-Посадского района.
В 2000-х гг. в деревне была сооружена часовня Рождества Иоанна Предтечи.
С 2004 до 2017 гг. деревня входила в Улитинское сельское поселение Павлово-Посадского муниципального района.

## Население
В 1926 году в деревне проживало 491 человек (214 мужчин, 277 женщин), насчитывалось 106 крестьянских хозяйств. По переписи 2002 года — 100 человек (38 мужчин, 62 женщины).
| 1926 | 2002 | 2006 | 2010 |
| ---- | ---- | ---- | ---- |
| 491  | ↘100 | ↘75  | ↗112 |